# Итан
Итан или И́танос (греч. Ίτανος) — древний город в Греции на востоке Крита. Геродот пишет, что жители города занимались крашением тканей с использованием пурпура и торговлей. Птолемей II Филадельф и Птолемей III Эвергет держали в Итане гарнизон в III веке до н. э. для контроля над Критом, стратегом Крита был Патрокл Македонянин. Найдены надписи на камне о конфликте Итана с Пресосом и Иерапетра. Город оставался важным центром в римский период, был разрушен в византийский период. В венецианский период существовало поселение.
В 1891 году руины посетил итальянский археолог Федерико Хальбхерр. В 1893 году руины исследовал итальянский археолог Лучо Мариани (Lucio Mariani).
К юго-западу находится монастырь Топлу.

## Галерея

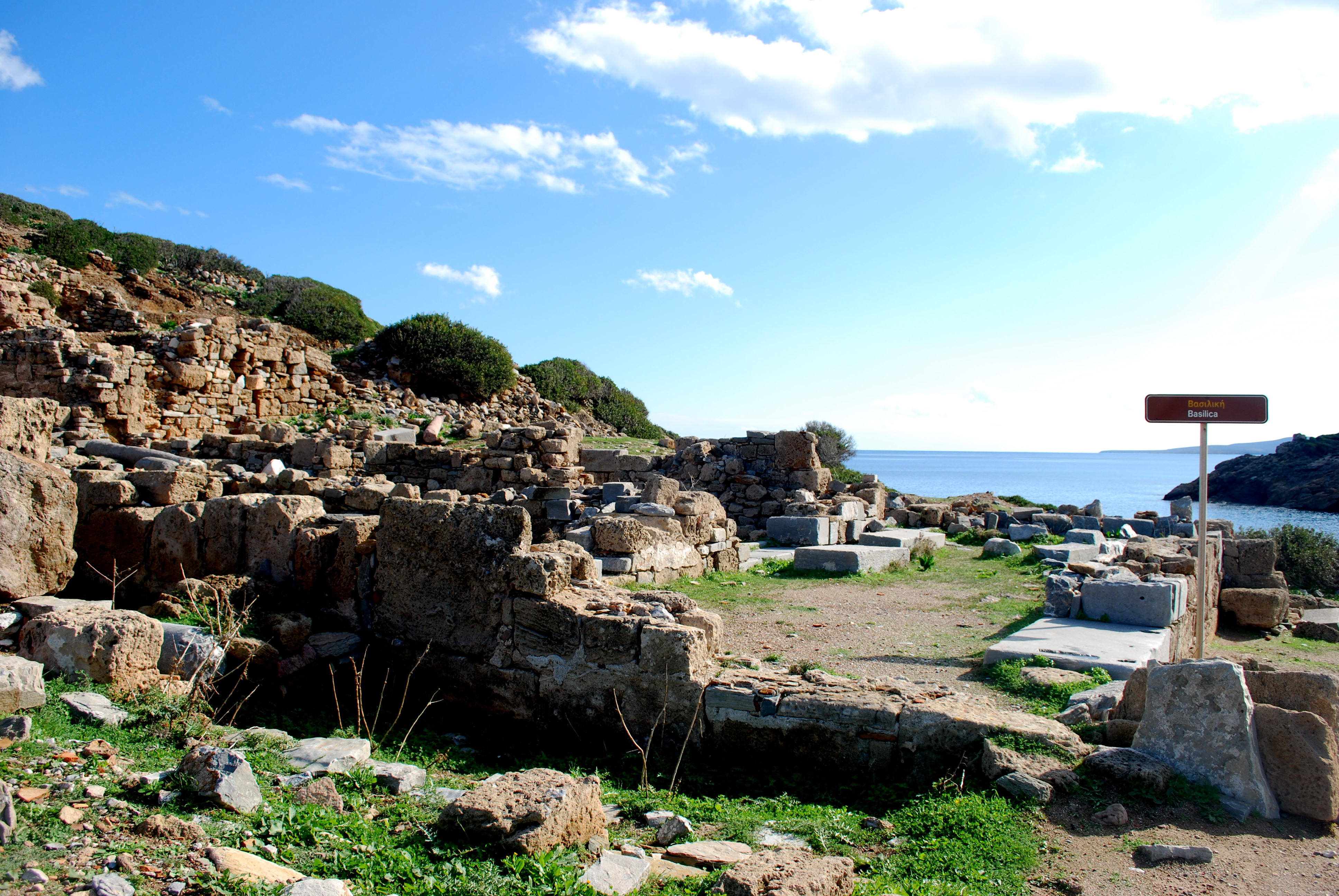
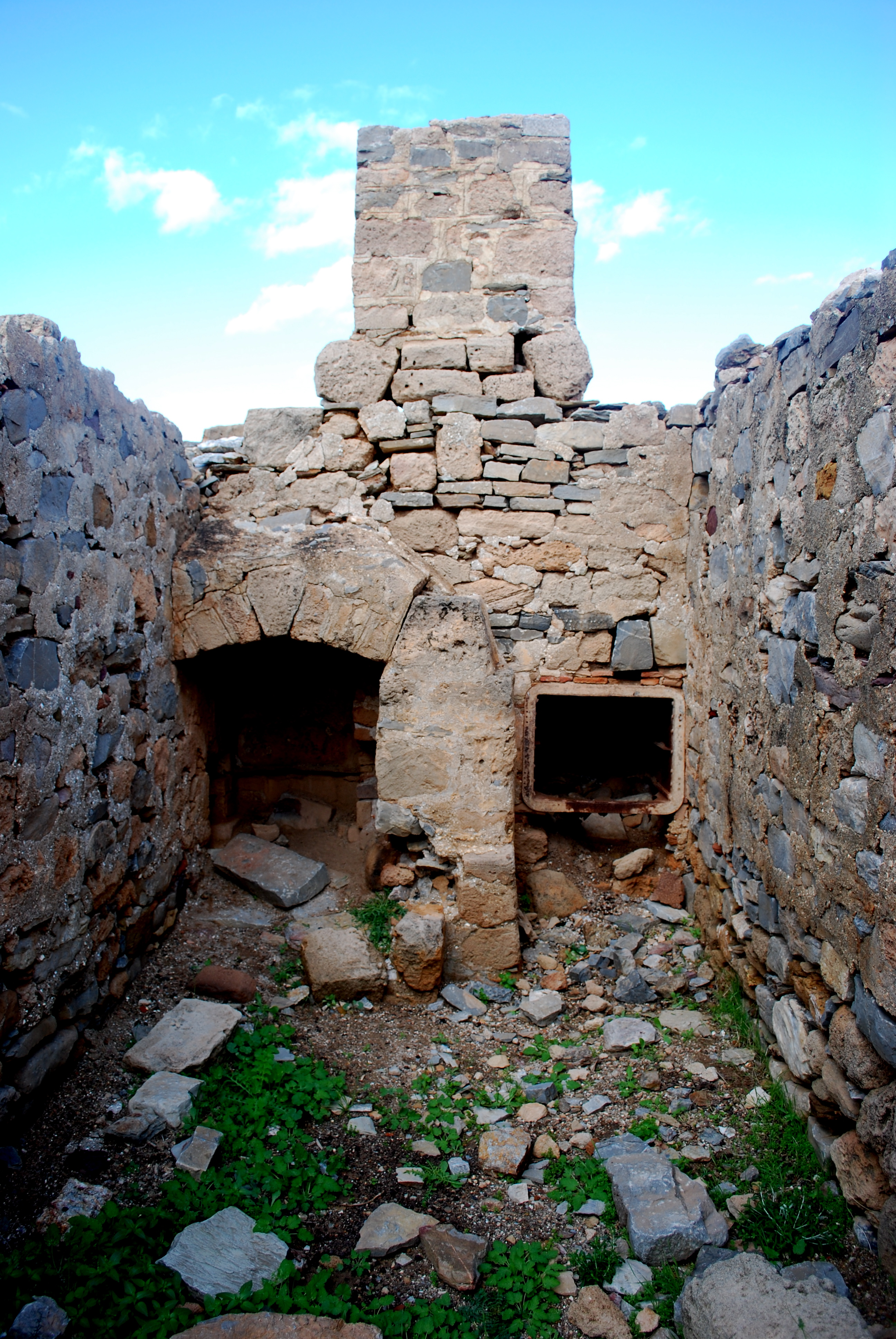
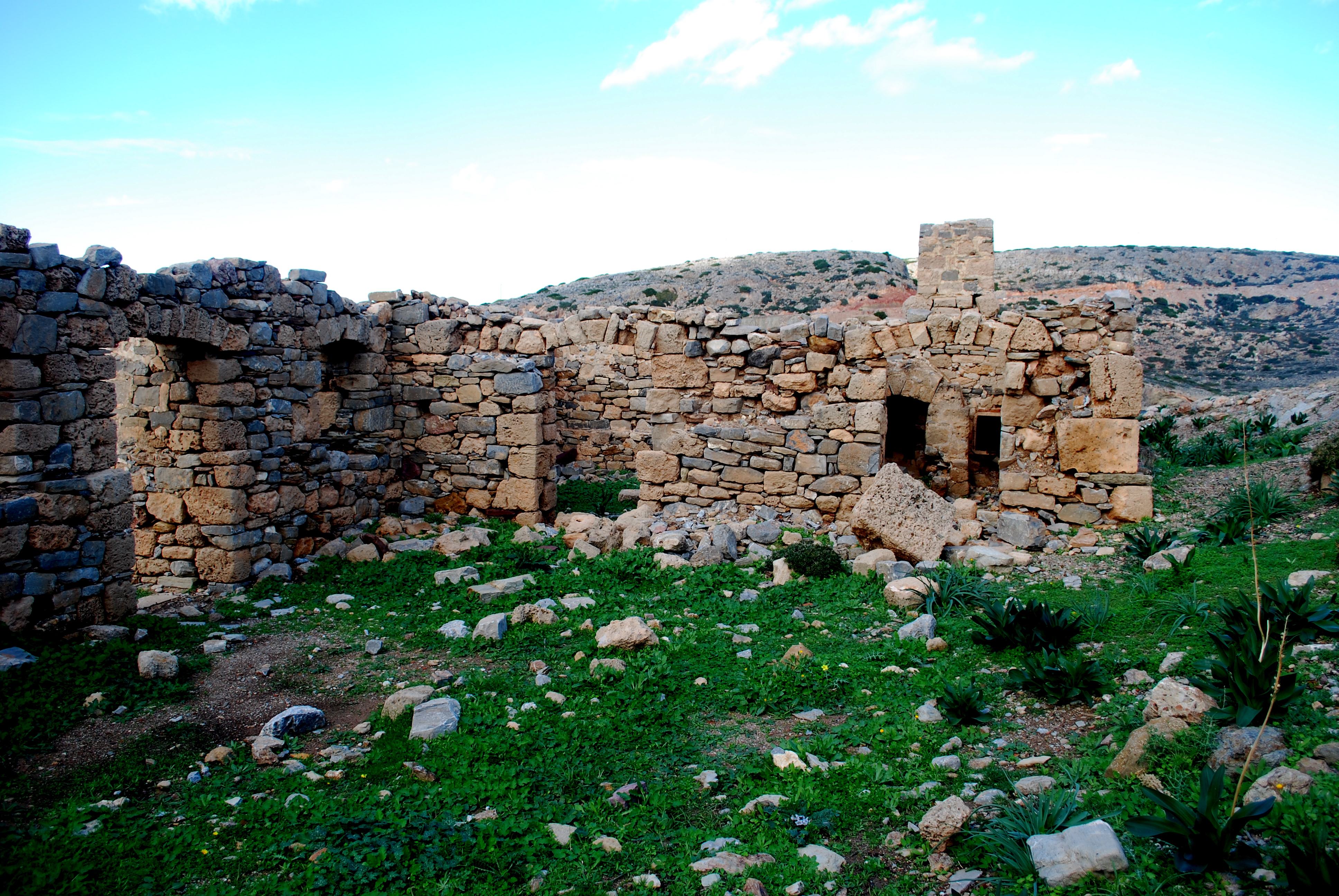
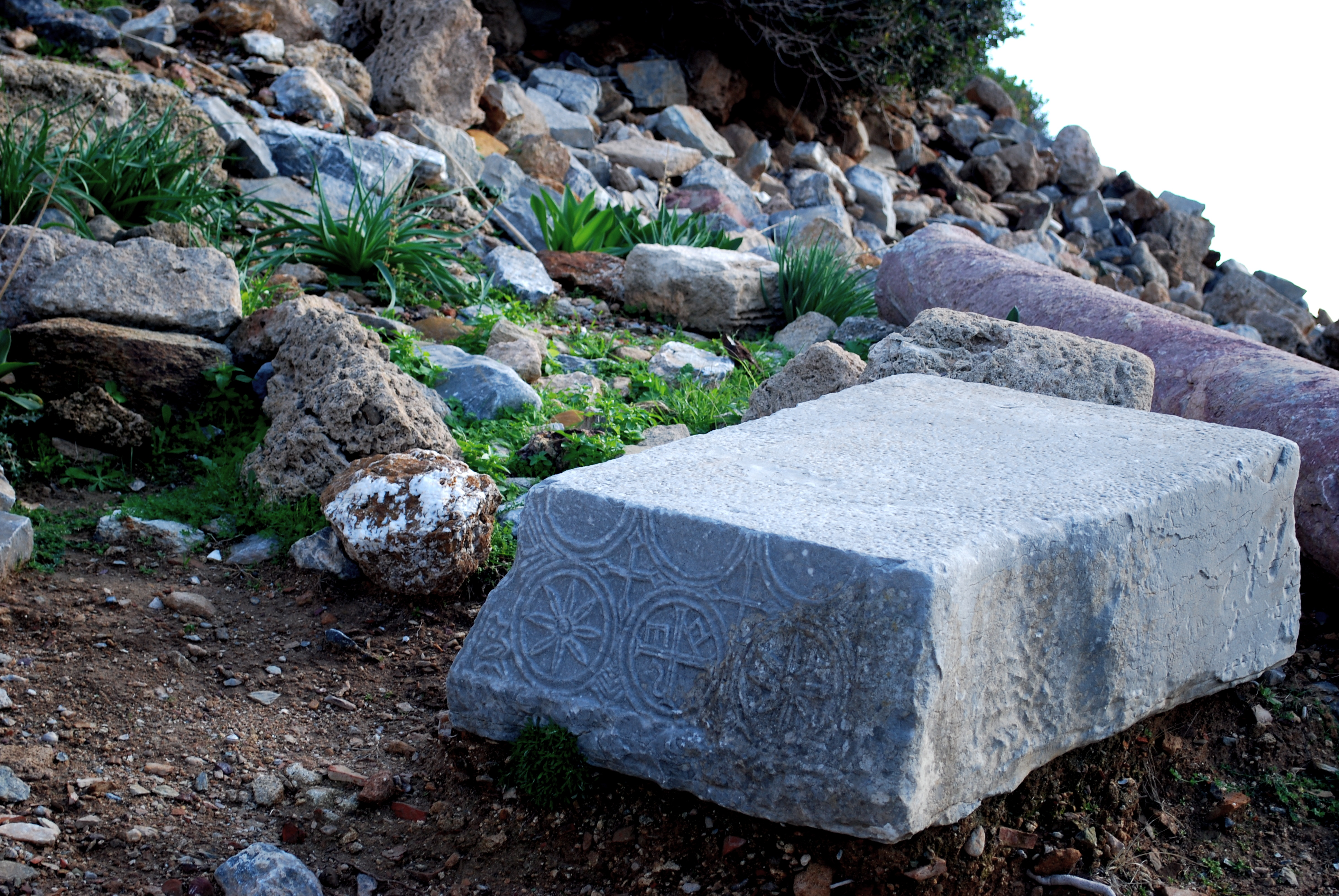
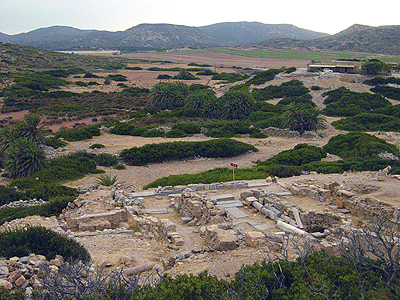
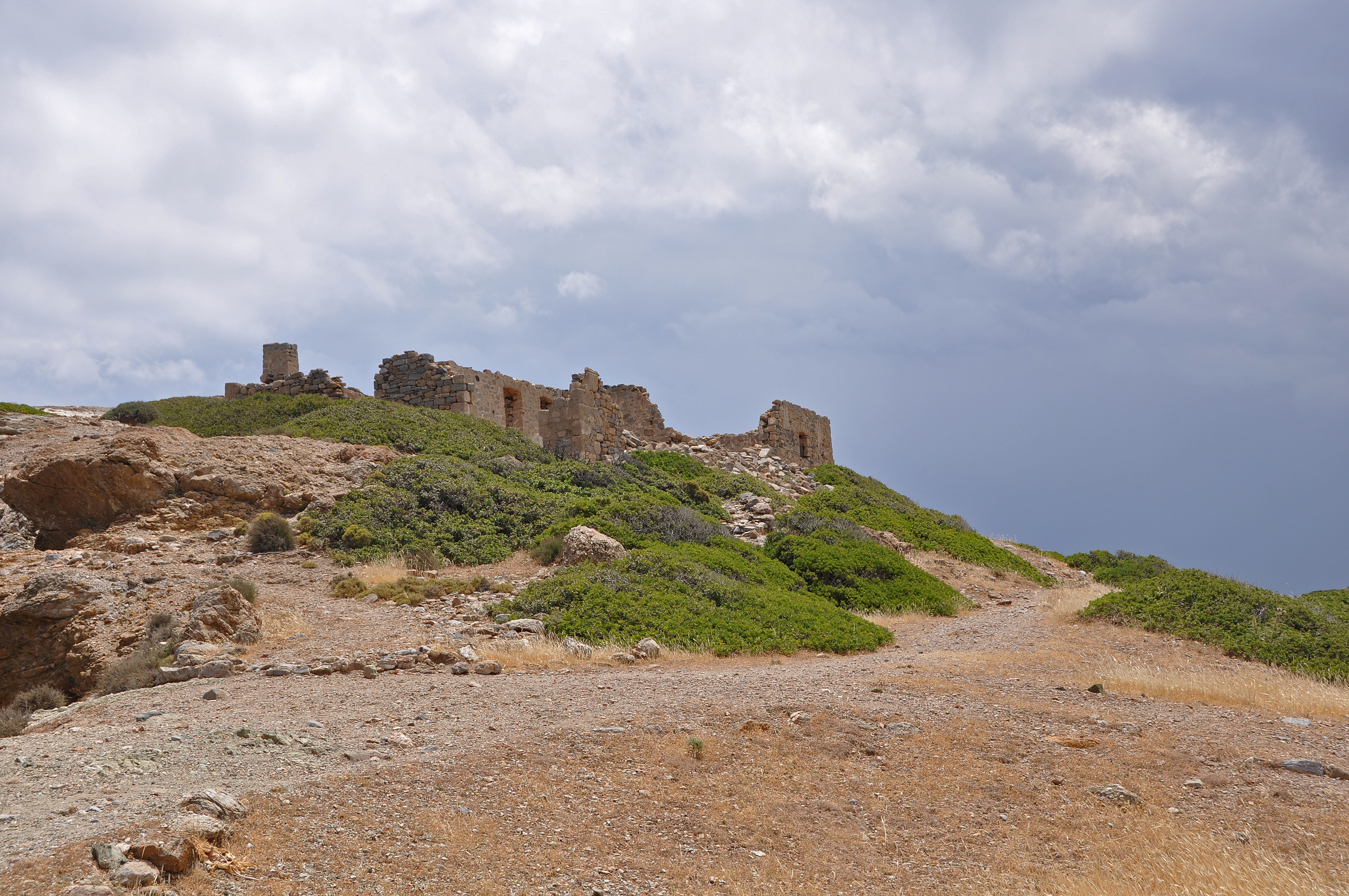
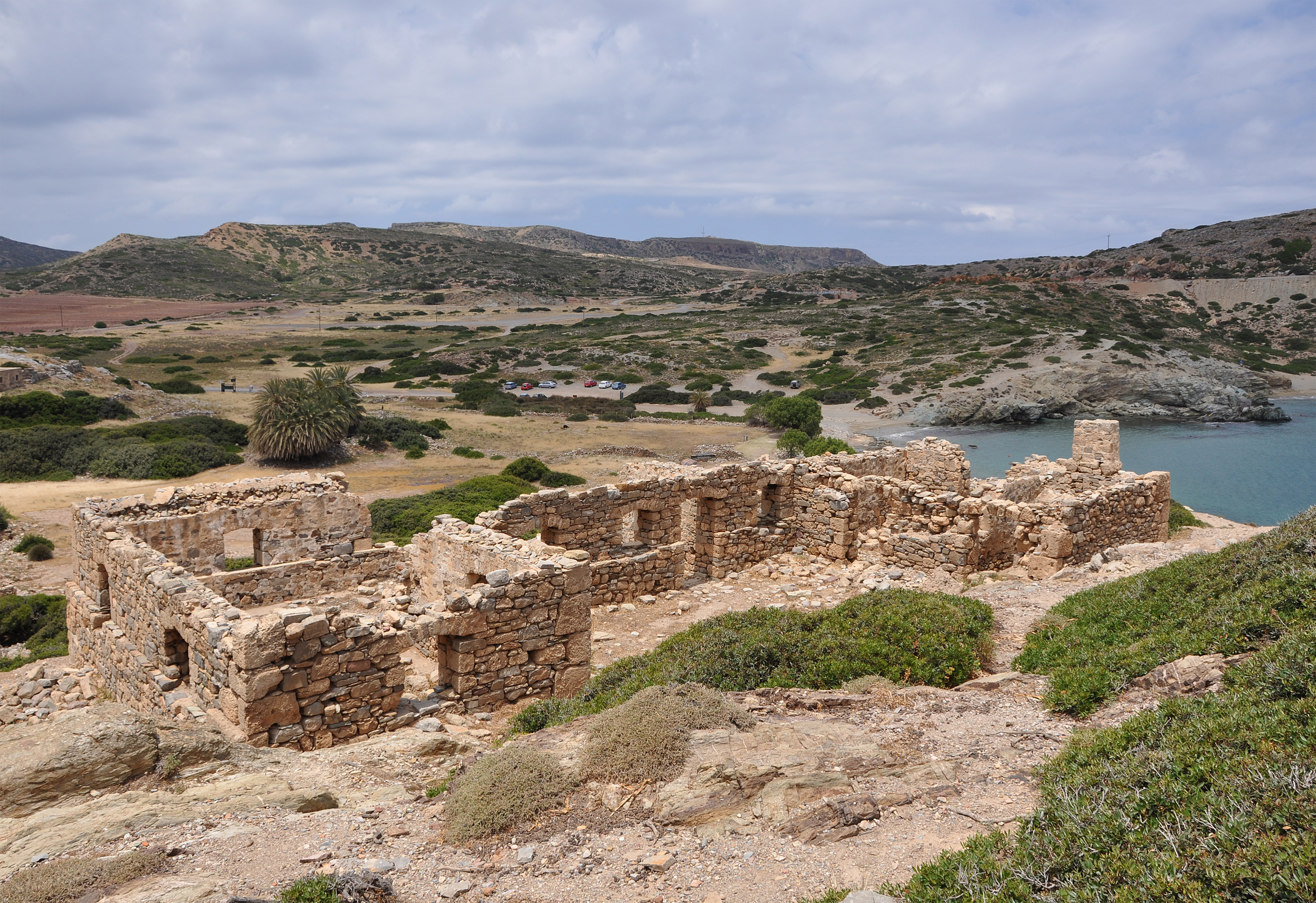
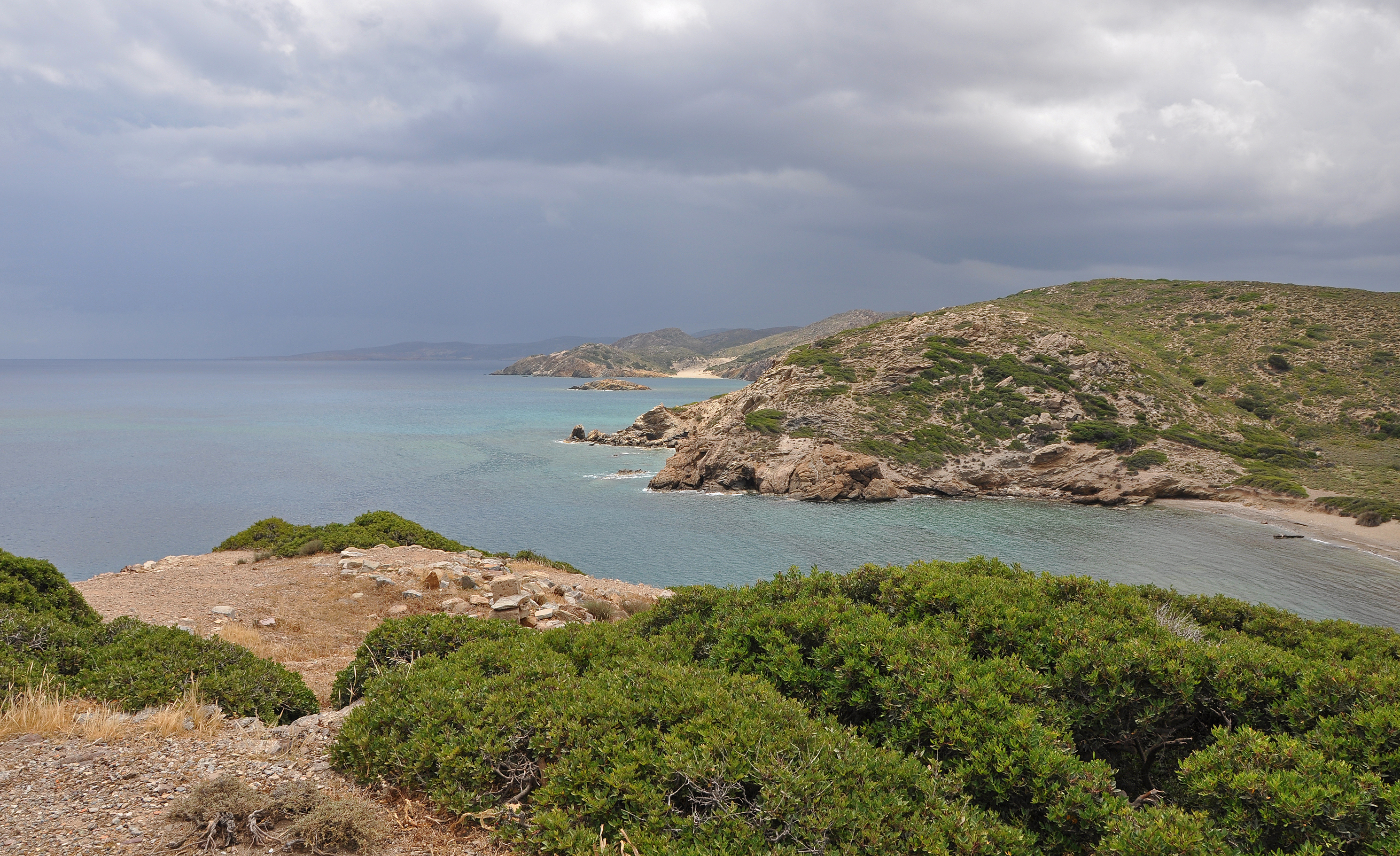
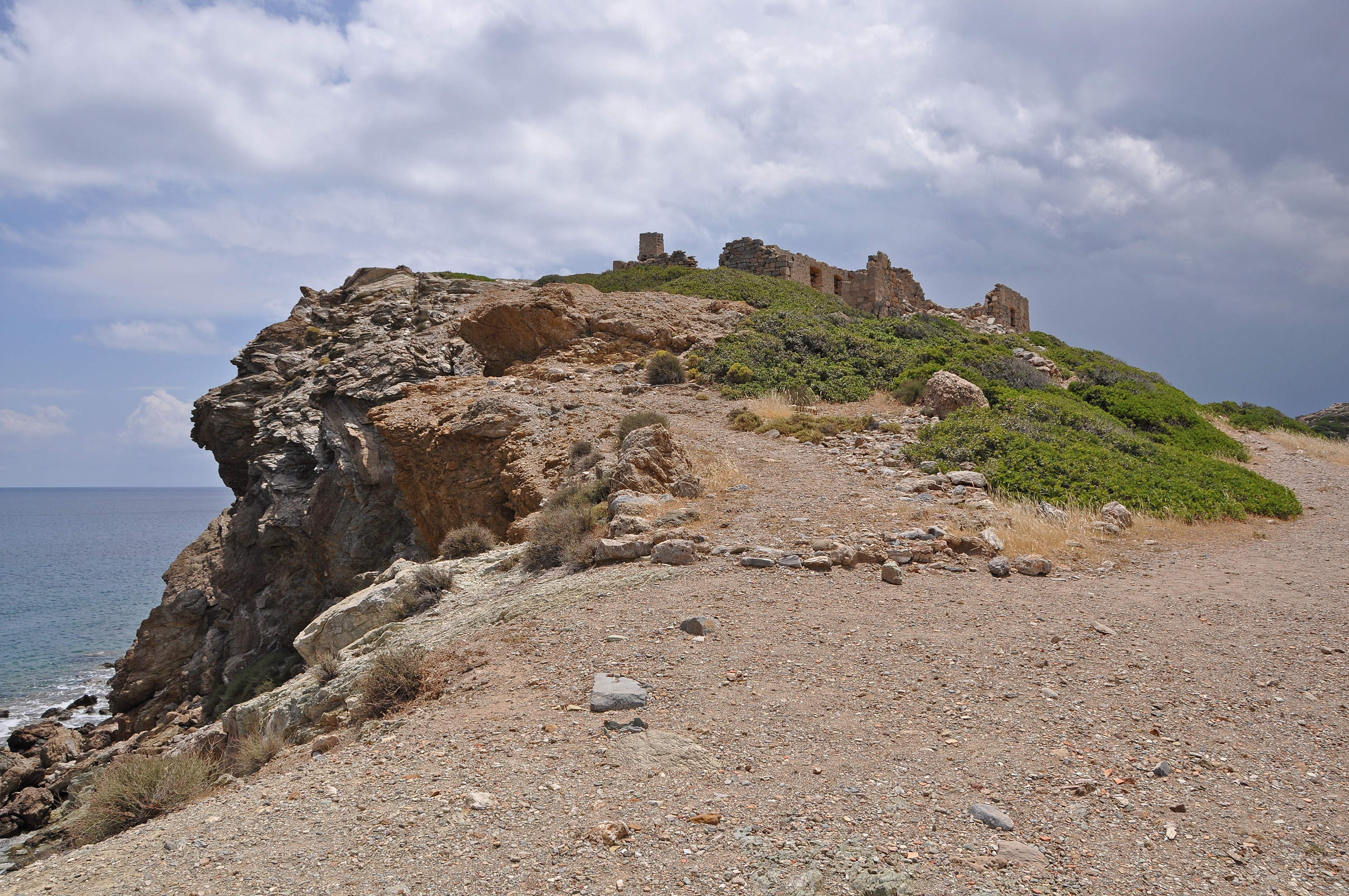